# Ken Burns
Kenneth Lauren "Ken" Burns(sinh ngày 29 tháng 7 năm 1953) là một nhà làm phim người Mỹ, nổi tiếng với phong cách sử dụng cảnh quay lưu trữ và hình ảnh trong các phim tài liệu. Phim tài liệu được biết đến rộng rãi nhất của ông là The Civil War (1990), Baseball (1994), Jazz (2001), The War (2007), The National Parks: America's Best Idea (2009), Prohibition (2011), The Central Park Five (2012), The Roosevelts (2014) và The Vietnam War (2017).
Ngoài ra ông còn được biết đến rộng rãi với vai trò giám đốc sản xuất của các phim The West (1996, Stephen Ives đạo diễn), và Cancer: The Emperor of All Maladies (2015, Barak Goodman đạo diễn).
Các phim tài liệu Burns đã được đề cử cho hai giải Oscar và đã giành giải Emmy.

## Điện ảnh
- Brooklyn Bridge (1981)[a]
- The Shakers: Hands to Work, Hearts to God (1984)[a]
- The Statue of Liberty (1985)[a]
- Huey Long (1985)[a]
- The Congress (1988)[a]
- Thomas Hart Benton (1988)[a]
- The Civil War (1990)[a]
- Empire of the Air: The Men Who Made Radio (1991)
- Baseball (1994), updated with The Tenth Inning (2010)
- The West (1996)
- Thomas Jefferson (1997)
- Lewis & Clark: The Journey of the Corps of Discovery (1997)
- Frank Lloyd Wright, with Lynn Novick (1998)
- Not For Ourselves Alone: Elizabeth Cady Stanton and Susan B. Anthony (1999)
- Jazz (2001)
- Mark Twain (2001)
- Horatio's Drive: America's First Road Trip (2003)
- Unforgivable Blackness: The Rise and Fall of Jack Johnson (2005)
- The War (2007)
- The National Parks: America's Best Idea (2009)
- Prohibition, with Lynn Novick (2011)[3]
- The Dust Bowl (2012)[4]
- The Central Park Five (2012)[5]
- Yosemite: A Gathering of Spirit (2013)[6]
- The Address (2014)
- The Roosevelts: An Intimate History (2014)[5][7]
- Jackie Robinson (2016)[8]

1. 1 2 3 4 5 6 7  Được liệt kê là 'Kenneth Lauren Burns'.

Phim trong tương lai
- Vietnam (2017)[9]
- Country Music (2018)[10]
- Ernest Hemingway (2019)[10]
- Stand-up Comedy (TBA)[11]

Ken Burns – sản xuất phim
- The West (1996) (directed by Stephen Ives)
- Cancer: The Emperor of All Maladies (2015)[2] (Barak Goodman đạo diễn)

Phim ngắn
- William Segal (1992)
- Vezelay (1996)
- In the Marketplace (2000)

Vai diễn
- Gettysburg (1993)—nhân viên của Hancock

### Phỏng vấn
- Ken Burns trả lời phỏng vấn Conversations from Penn State
- Ken Burns: trả lời phỏng vấn Blue Ridge County Magazine
- "Ken Burns". WriteTV.org, The Oklahoma Center for Poets and Writers, Oklahoma State University–Tulsa. ngày 27 tháng 3 năm 2025. Bản gốc lưu trữ ngày 29 tháng 12 năm 2014. Truy cập ngày 7 tháng 7 năm 2016.
- Ken Burns interview video at the Archive of American Television